# Руденко, Надежда Ильинична
Надежда Ильинична Руденко (23 января 1926, Карпова Балка, Крымская АССР — 4 сентября 1980, Таврическое, Крымская область) — советская колхозница, Герой Социалистического Труда.

## Биография
Родилась в 1926 году в селе Карпова Балка. Член КПСС.
В 1940—1942 — колхозница колхоза имени Ворошилова Джанкойского района Крымской АССР, колхозница колхоза имени Ленина Пашковского района Краснодарского края.
Пережила немецко-фашистскую оккупацию.
В 1944—1950 — рабочая сельхозартели имени Фрунзе Джанкойского района Крымской области. В 1950—1953 — секретарь Будановского сельсовета. В 1954—1956 — учётчица полеводческой бригады колхоза имени Фрунзе Джанкойского района Крымской области. В 1956—1963 — работница отделения овцеводческого совхоза «Серый каракуль» Джанкойского района Крымской области. В 1963—1980 — звеньевая, бригадир рисоводческой бригады совхоза «Пятиозёрный» Красноперекопского района Крымской области.
Указом Президиума Верховного Совета СССР от 23 июня 1966 года присвоено звание Героя Социалистического Труда с вручением ордена Ленина и золотой медали «Серп и Молот».
Была депутатом Крымского областного Совета депутатов трудящихся и делегатом XXV съезда КПУ в 1976 году.
Умерла 4 сентября 1980 года в селе Таврическом, где и похоронена.
За получение высоких и устойчивых урожаев зерновых и крупяных культур на основе эффективного использования достижений науки, передовой практики и новых форм организации труда была в составе коллектива удостоена Государственной премии СССР за выдающиеся достижения в труде 1980 года (посмертно).

## Награды и звания
- Герой Социалистического Труда (23.06.1966)
- Орден Ленина (23.06.1966, 08.12.1973)